# نيجيرفان بارزاني
نيجيرفان إدريس مصطفى شيخ محمد بارزاني (ولد في 21 سبتمبر 1966م في بارزان) سياسي كردي عراقي، رئيس إقليم كردستان العراق. وهو حفيد مصطفى البرزاني، مؤسس الحزب الديمقراطي الكردستاني، بكالوريوس علوم سياسية. وهو ابن عم رئيس وزراء كردستان مسرور بارزاني.

## الولادة والنشأة
ولد «نيجيرفان إدريس بارزاني» عام 1966 في قرية بارزان الجبلية. وهو حفيد الزعيم الكردي ومؤسس الحزب الديمقراطي الكردستاني مصطفى بارزاني. والده إدريس البارزاني الذي كان أحد أبرز زعماء الحزب.

## نشاطه السياسي
عمل بالشؤون السياسية في إقليم كردستان منذ ما يقارب 25 عاما، هاجر إلى إيران مع عائلته 1975 خلال فترة حكم صدام حسين. درس العلوم السياسية في جامعة طهران، وأصبح ناشطًا في صفوف المنظمات الكردية وتقدم بسرعة في صفوف الحزب الديمقراطي الكردستاني بحكم قرابته بمسعود برزاني، نال عضوية المكتب السياسي للحزب الديمقراطي الكردستاني في المؤتمر العاشر للحزب عام 1989م وأعيد انتخابه في المؤتمر الثاني عشر للحزب والمنعقد في عام 1999م، وفي عام 1996م عين نائبا لرئيس الوزراء في حكومة إقليم كردستان، التي تشكلت بعد الانتخابات العامة التي جرت في الإقليم عام 1992م. وفي عام 1999م تم تكليفه رئيسًا للوزراء وشغل في الوقت نفسه منصب نائب رئيس الحزب الديمقراطي الكردستاني.

## ترشيحه رئيسًا للوزراء
بدء نيجيرفان بارزاني مهامه كرئيس لوزراء حكومة إقليم كردستان في حزيران / يونيو 2014م. وتولى نيجرفان بارزاني رئاسة التشكيلتين الخامسة من عام 2006م ولغاية 2009م والتشكيلة السابعة من 2012م ولغاية 2014م، وفي عام 2016م تم ترشيحه بالإجماع لترأس الحكومة بكابينتها الثامنة لغاية الآن، وذلك باجتماع المجلس القيادي للحزب الديمقراطي الكردستاني.

## ترشيحه رئيسًا لإقليم كردستان
قرر الحزب الديمقراطي الكردستاني بزعامة مسعود بارزاني ترشيحه لمنصب رئاسة إقليم كردستان في اجتماع عقده الحزب في أربيل يوم الاثنين 3 ديسمبر 2018.